# 저스틴 로일랜드
마크 저스틴 로일랜드(Mark Justin Roiland, 1980년 2월 21일 ~ )는 미국의 배우, 애니메이터, 프로듀서, 그리고 감독이다. 그는 어덜트 스윔의 애니메이션 시리즈인 《릭 앤 모티》에서 댄 하몬과 함께 공동창작자와 제작책임자를 맡은 것으로 잘 알려져 있다. 그는 《릭 앤 모티》의 주요 등장인물을 비롯하여, 디즈니 채널의 애니메이션 시리즈 《어항 속의 하이틴》의 오스카, 《어드벤처 타임》의 레몬그랩 백작, 《디퍼와 메이블의 미스터리 모험》의 블렌딘 블런딘의 목소리를 맡았다.

## 생애
저스틴 로일랜드는 캘리포니아주 맨티카의 아몬드 과수원에서 자랐다. 그는 시에라 고등학교와 맨티카 고등학교를 다녔고, 1998년 졸업했다. 나중에 로스앤젤레스로 이사했고, 2004년 초에 댄 하몬과 롭 스크랩이 시작한 '채널 101'에 참여했다. 거기서 그는 다양한 단편을 제작했고 연기했다(《2 Girls One Cup: The Show》나 《House of Cosbys》 등). 그리고 VH1의 텔레비전 쇼인 《Acceptable TV》에도 참여했다. 그는 코미디 센트럴의 쇼 《The Sarah Silverman Program》의 〈Blonde Craig〉에 정기적으로 출연했다.
그는 《릭 앤 모티》에서 댄 하몬과 함께 공동창작자, 공동작가, 제작책임자를 맡고 있으며, 작품의 타이틀 캐릭터 성우로도 활동하고 있다. 2010년부터, 《릭 앤 모티》의 작가인 라이언 리들리, 그리고 《스티븐 유니버스》의 프로듀서인 재키 버스카리노와 함께 《The Grandma's Virginity Podcast》의 공동호스트를 맡고 있다. 그는 2014년 샌디에이고 코믹콘 인터내셔널에서 펜들턴 워드에게 큰 영향을 받았으며, 어릴 적 《더 렌 & 스팀피 쇼》를 즐겨 보았다고 밝혔다.
2016년 8월 25일, 로일랜드는 가상현실 스튜디오인 스콴치텐도를 설립했다. 이 회사 이름은 닌텐도와 《릭 앤 모티》의 캐릭터 스콴치를 합친 것이다.

## 사생활
로일랜드는 2013년부터 애비 말리와 연인 관계를 가지고 있다.

## 참여 작품

### 영화
| 연도 | 제목                                               | 역할                                | 비고      |
| ---- | -------------------------------------------------- | ----------------------------------- | --------- |
| 2006 | 《Tenacious D: Time Fixers》                       | 에이브 링컨                         | 단편      |
| 2006 | 《The Real Animated Adventures of Doc and Mharti》 | 스미스 박사, 마티 맥도널드 (목소리) | 단편      |
| 2013 | 《장난감이 살아있다》                              | 리퍼즈 (목소리)                     | 영어 더빙 |
| 2015 | 《Krampus》                                        | 크럼피 (목소리)                     |           |

### 텔레비전
| 연도      | 제목                               | 역할                                                          | 비고                                                                                    |
| --------- | ---------------------------------- | ------------------------------------------------------------- | --------------------------------------------------------------------------------------- |
| 2004      | 《Cheap Seats without Ron Parker》 | 론다의 아들                                                   | 에피소드 〈1973 Superstars〉                                                            |
| 2005      | 《House of Cosbys》                | 호기심 코스비, 자료 분석 코스비, 전도사 코스비, 다양한 목소리 | 4개 에피소드에서 창작자, 작가, 제작책임자, 감독                                         |
| 2005–2010 | 《Yacht Rock》                     | 크리스토퍼 크로스, 크리스 게퍼트                              | 4개 에피소드                                                                            |
| 2007      | 《Acceptable.TV》                  | 다양한 캐릭터                                                 | 20개 에피소드에서 작가, 제작책임자, 감독                                                |
| 2007–2010 | 《세라 실버먼 프로그램》           | 불론드 크레이그, 챈트 리더                                    | 8개 에피소드                                                                            |
| 2010–2014 | 《어항 속의 하이틴》               | 오스카 (목소리)                                               | 89개 에피소드; 작가                                                                     |
| 2011–2016 | 《어드벤처 타임》                  | 레몬그랩 백작, 레몬호프, 다양한 목소리                        | 10개 에피소드                                                                           |
| 2012–2015 | 《디퍼와 메이블의 미스터리 모험》  | 블렌딘 블런딘, 바비 렌조비, 다양한 목소리                     | 7개 에피소드                                                                            |
| 2013      | 《아웃 데어》                      | 크리스 노박 (목소리)                                          | 10개 에피소드                                                                           |
| 2013–현재 | 《릭 앤 모티》                     | 릭 산체스, 모티 스미스, 다양한 목소리                         | 공동창작자, 작가, 제작책임자, 감독                                                      |
| 2015      | 《심슨 가족》                      | 릭 산체스, 모티 스미스 (목소리)                               | 에피소드 〈Mathlete's Feat〉                                                            |
| 2015      | 《커뮤니티》                       | Ice Cube Head (목소리)                                        | 에피소드 〈Emotional Consequences of Broadcast Television〉                             |
| 2015      | 《아쿠아 틴 헝거 포스》            | Honest Abe Lincoln's Hot Links Mascot (목소리)                | 에피소드 〈Mouth Quest"                                                                 |
| 2015–2016 | 《Pig Goat Banana Cricket》        | 정신병자 기린, 급진적인 릭, 고객 (목소리)                     | 3개 에피소드                                                                            |
| 2015      | 《Yo Gabba Gabba!》                | 씨 퀸 (목소리)                                                | 에피소드 〈Mermaids〉                                                                   |
| 2016      | 《Animals.》                       | H&M (목소리)                                                  | 에피소드 〈Cats"〉                                                                      |
| 2016      | 《Future-Worm!》                   | 숙제 안드로이드 (목소리)                                      | 에피소드 〈The Bleak Shall Inherit the Earth/Lobster Boy Movie Trailer/Makin' History〉 |
| 2020-현재 | 솔라 오포짓                        | 코르보 (목소리)                                               | 공동창작자                                                                              |

### 비디오 게임
| 연도 | 제목                                                          | 성우                   | 비고                       |
| ---- | ------------------------------------------------------------- | ---------------------- | -------------------------- |
| 2013 | 《도타 2》                                                    | 릭 앤 모티 아나운서    | 릭 앤 모티 아나운서 DLC 팩 |
| 2013 | 《Adventure Time: Explore the Dungeon Because I Don't Know!》 | 레몬그랩 백작          |                            |
| 2015 | 《레고 디멘션즈》                                             | 레몬그랩 백작          |                            |
| 2015 | 《Dr. Langeskov, The Tiger, and the Terribly Cursed Emerald》 | 리틀 토미              |                            |
| 2015 | 《어드벤처 타임 : 핀과 제이크의 조사》                        | 레몬그랩 백작          |                            |
| 2016 | 《포켓 모티》                                                 | 릭 산체스, 모티 스미스 |                            |
| 2016 | 《더 랩》                                                     | 다양한 코어            |                            |
| 2016 | 《잡 시뮬레이터》                                             | Cars Talking host      |                            |
| 2017 | 《릭 앤 모티 시뮬레이터: 버추얼 릭얼리티》                    | 릭 산체스, 모티 스미스 |                            |

## 수상과 후보
| 연도          | 상     | 부문                                             | 후보           | 결과 | 출처   |
| ------------- | ------ | ------------------------------------------------ | -------------- | ---- | ------ |
| 제42회 애니상 | 애니상 | 최우수 일반 시청자용 TV 애니메이션/방송 프로그램 | 《릭 앤 모티》 | 후보 | [ 10 ] |